# Ernest Becker
Ernest Becker, född 27 september 1924 i Springfield i Massachusetts, död 6 mars 1974 i Burnaby i British Columbia, var en judisk-amerikansk kulturantropolog och författare. Han är känd för den Pulitzerpris-vinnande boken, Dödens problem, från 1973.

## Biografi
Ernest Becker föddes i Springfield. Han tjänstgjorde i infanteriet för USA i andra världskriget och  hjälpte till att befria ett nazistiskt koncentrationsläger. Efter att han hade tagit examen jobbade han på den amerikanska ambassaden i Paris.
Efter denna examen började han dock sin karriär som professor och författare. Till en början undervisade han antropologi vid avdelningen för psykiatri vid Upstate Medical College i USA. Han fick dock sparken, efter att ha stött en annan professor i en dispyt med administrationen om akademisk frihet.
År 1965 fick han en lektortjänst på ett annat universitet, men lämnade snart det universitetet med, eftersom det återigen uppstod problem mellan honom och administrationen.

## Död
I november 1972 diagnostiserades Becker med tjocktarmscancer. Han  dog två år senare, den 6 mars 1974,  49 år gammal.